# پاول درونوف
پاول درونوف (روسی: Павел Игоревич Дронов؛ زادهٔ ۲۲ مارس ۱۹۹۳) بازیکن فوتبال اهل روسیه است.

## باشگاه
از باشگاه‌هایی که در آن بازی کرده‌است می‌توان به باشگاه فوتبال زنیت سن پترزبورگ اشاره کرد.